# Pollia miranda
Pollia miranda là một loài thực vật có hoa trong họ Commelinaceae. Loài này được (H.Lév.) H.Hara miêu tả khoa học đầu tiên năm 1984.